# 雪麗旗鱂
雪麗旗鱂，為輻鰭魚綱鯉齒目鰕鱂亞目鰕鱂科的其中一種，為熱帶淡水魚，被IUCN列為瀕危保育類動物，分布於非洲喀麥隆西部Mungo流域，體長可達5公分，棲息在雨林覆蓋、次級草原的溪流底中層水域，生活習性不明，可作為觀賞魚。

## 擴展閱讀
維基物種上的相關：雪麗旗鱂